# Kere
Pour l’article ayant un titre homophone, voir Quéré.

Le kere est une matière textile produite par lavage puis séchage des stipules qui poussent au sommet du cocotier, à la base des feuilles. Il sert à la confection de costumes végétaux, notamment les costumes de danse tahitienne.
Il est appelé kere hakāri, en paumotu, c'est-à-dire littéralement « noir de cocotier », et par emprunt lexical, kere ha'ari en tahitien.